# Varatčaja Vongteančajová
Varatčaja Vongteančajová, thajsky วรัชญา วงค์เทียนชัย, anglicky Varatchaya Wongteanchai, (* 7. září 1989 Čiang Rai) je thajská profesionální tenistka. Ve své dosavadní kariéře na okruhu WTA Tour vyhrála dva deblové turnaje. V rámci okruhu ITF získala do roku 2017 čtyři tituly ve dvouhře a třicet jedna ve čtyřhře.
Na žebříčku WTA byla ve dvouhře nejvýše klasifikována v červenci 2015 na 200. místě a ve čtyřhře pak v září 2016 na 77. místě. Trénuje ji Singkorn Vongteančaj.
V thajském fedcupovém týmu debutovala v roce 2009 utkáním 1. skupiny zóny Asie a Oceánie proti Austrálii, v němž prohrála čtyřhru po boku Noppawan Lertcheewakarnové s dvojicí Dellacquová a Stubbsová. Thajky prohrály 0:3 na zápasy. Do roku 2017 v soutěži nastoupila k šestnácti mezistátním utkáním s bilancí 1–1 ve dvouhře a 9–5 ve čtyřhře.
Na Univerziádě 2011 v Šen-čenu byla členkou vítězného týmu soutěže družstev a bronz si odvezla z mixu. O dva roky později na Letní univerziádě 2013 v Kazani vybojovala stříbrnou medaili ve dvouhře. Sbírku rozšířila na Letní univerziádě 2015 v Granadě stříbrným kovem ze soutěže družstev a bronzem ze singlu. Asijské hry 2010 v Kantonu znamenaly bronzovou medaili pro thajský tým. Jihovýchodní asijské hry 2009 ve Vientiane jí přinesly zlata z ženské i smíšené čtyřhry a soutěže družstev. V ročníku 2015, probíhajícím v Singapuru, pak přispěla k výhře Thajek mezi týmy a obsadila druhé místo ve dvouhře.
Mladší sestra Varunja Vongteančajová (nar. 1993) je také tenistka.

## Tenisová kariéra
V rámci hlavních soutěží událostí okruhu ITF debutovala v červenci 2006, když na turnaj v Bangkoku s dotací 10 tisíc dolarů obdržela divokou kartu. Ve úvodním kole singlu podlehla indonéské hráčce Aju-Fani Damajantiové. Deblovou soutěž vyhrála v páru s krajankou Nungnaddou Wannasukovou po vítězství nad tchajwansko-vietnamskou dvojicí Čang Kchaj-čen a Nguyen Thuy Dung. Na úvod kariéry tak získala první titul. V únoru 2011 pak přidala premiérovou singlovou trofej v této úrovni tenisu, když na bombajském turnaji zdolala v závěrečném zápasu uzbeckou tenistku Vladu Ekšibarovovou.
V singlu okruhu WTA Tour debutovala na únorovém PTT Pattaya Open 2012, hraném v Pattaye, když se do hlavní soutěže probojovala z kvalifikace přes Japonku Misu Egučiovou. V prvním kole však nestačila na nejvýše nasazenou Rusku Věru Zvonarevovou po dvousetovém průběhu. V deblové části dohrála se sestrou Varunjou Vongteančajovou ve čtvrtfinále. Na PTT Pattaya Open 2013 na úvod přehrála německou hráčku Anniku Beckovou, aby ji následně zastavila Novozélanďanka Marina Erakovicová.
Premiérové finále na okruhu WTA Tour odehrála na březnovém Malaysian Open 2016 v malajsijské metropoli Kuala Lumpuru. Po boku Číňanky Jang Čao-süan ve finále čtyřhry porazily čínský pár Liang Čchen a Wang Ja-fan až v supertiebreaku. Druhou trofej přidala na červencovém BRD Bucharest Open 2016 v Bukurešti, kde si v závěrečném duelu deblové soutěže poradily s Američankou Jessicou Mooreovou nad rumunsko-polskou dvojicí Alexandra Cadanțuová a Katarzyna Piterová.
Debut v nejvyšší grandslamové kategorie zaznamenala v kvalifikaci ženské dvouhry French Open 2013. V úvodním kole uhrála však pouze tři gamy na americkou tenistku Grace Minovou. Kvalifikačním sítem prvních kol nepřešla ve stejné sezóně ani ve Wimbledonu a na US Open.

## Finále na okruhu WTA Tour

### WTA Tour
| Legenda                           |
| --------------------------------- |
| D – dvouhra; Č – čtyřhra          |
| Grand Slam (0)                    |
| WTA Tour Championships (0)        |
| Premier Mandatory & Premier 5 (0) |
| Premier (0)                       |
| International (2–0 Č)             |

#### Čtyřhra: 2 (2–0)
| Stav    | č. | datum             | turnaj                 | povrch | spoluhráčka      | soupeřky ve finále                      | výsledek         |
| ------- | -- | ----------------- | ---------------------- | ------ | ---------------- | --------------------------------------- | ---------------- |
| Vítězka | 1. | 6. března 2016    | Kuala Lumpur, Malajsie | tvrdý  | Jang Čao-süan    | Liang Čchen Wang Ja-fan                 | 4–6, 6–4, [10–7] |
| Vítězka | 2. | 17. července 2016 | Bukurešť, Rumunsko     | antuka | Jessica Mooreová | Alexandra Cadanțuová Katarzyna Piterová | 6–3, 7–6(7–5)    |

### Série WTA 125
| Legenda                  |
| ------------------------ |
| D – dvouhra; Č – čtyřhra |
| WTA 125 (0–1 Č)          |

#### Čtyřhra: 1 (0–1)
| Stav       | č. | datum              | turnaj           | povrch | spoluhráčka   | soupeřky ve finále      | výsledek |
| ---------- | -- | ------------------ | ---------------- | ------ | ------------- | ----------------------- | -------- |
| Finalistka | 1. | 15. listopadu 2015 | Hua Hin, Thajsko | tvrdý  | Jang Čao-süan | Liang Čchen Wang Ja-fan | 3–6, 4–6 |

## Finále na okruhu ITF
| 100 000 $ tournaments |
| 75 000 $ tournaments  |
| 50 000 $ tournaments  |
| 25 000 $ tournaments  |
| 15 000 $ tournaments  |
| 10 000 $ tournaments  |

### Dvouhra: 7 (4–3)
| Stav       | č. | datum           | turnaj                | povrch | soupeřka ve finále | výsledek                |
| ---------- | -- | --------------- | --------------------- | ------ | ------------------ | ----------------------- |
| Finalistka | 1. | 27. června 2009 | Bangkok, Thajsko      | tvrdý  | Ai Jamamotová      | 1–6, 1–6                |
| Finalistka | 2. | 9. srpna 2009   | Solo, Indonésie       | tvrdý  | Lavinia Tanantová  | 1–6, 6–1, 3–6           |
| Finalistka | 3. | 18. února 2011  | Aurangabád, Indie     | antuka | Vlada Ekšibarovová | 1–6, 4–6                |
| Vítězka    | 1. | 25. února 2011  | Bombaj, Indie         | tvrdý  | Vlada Ekšibarovová | 2–6, 6–4, 6–1           |
| Vítězka    | 2. | 19. června 2011 | Balikpapan, Indonésie | tvrdý  | Wang Čchiang       | 7–5, 6–3                |
| Vítězka    | 3. | 25. června 2011 | Pattaya, Thajsko      | tvrdý  | Anna Ťjulpová      | 6–4, 6–1                |
| Vítězka    | 4. | 11. ledna 2013  | Kanton, ČLR           | tvrdý  | Nadija Kičenoková  | 6–2, 6–7(5–7), 7–6(7–5) |

### Čtyřhra (31 titulů)
| č.  | datum              | turnaj                    | povrch      | spoluhráčka                | poražené finalistky                              | výsledek               |
| --- | ------------------ | ------------------------- | ----------- | -------------------------- | ------------------------------------------------ | ---------------------- |
| 1.  | 23. července 2006  | Bangkok, Thajsko          | tvrdý       | Nungnadda Wannasuková      | Čang Kchaj-čen Nguyen Thuy Dung                  | 6–4, 6–4               |
| 2.  | 26. září 2006      | Jakarta, Indonésie        | tvrdý       | Noppawan Lertcheewakarnová | Lavinia Tanantová Aju-Fani Damajantiová          | 6–2, 6–4               |
| 3.  | 19. listopadu 2006 | Manila, Filipíny          | tvrdý       | Noppawan Lertcheewakarnová | Kao Shao-yuan Thassha Vitadžavirojová            | 3–6, 6–3, 7–6(2)       |
| 4.  | 13. července 2007  | Khon Kaen, Thajsko        | tvrdý       | Sophia Mulsapová           | Denise Dyová Nungnadda Wannasuková               | 6–4, 6–2               |
| 5.  | 27. července 2007  | Bangkok, Thajsko          | tvrdý       | Sophia Mulsapová           | Noppawan Lertcheewakarnová Napaporn Tongsaleeová | 4–6, 6–4, 6–1          |
| 6.  | 12. listopadu 2007 | Puné, Indie               | tvrdý       | Čang Ling                  | Wynne Prakusjová Angelique Widžažaová            | 1-6 7-5 10-5           |
| 7.  | 19. listopadu 2007 | Aurangabád, Indie         | antuka      | Sandhja Nagaradžová        | Ankita Bhambriová Sanaa Bhambriová               | 7-6(4) 7-5             |
| 8.  | 28. března 2008    | Wellington, Nový Zéland   | tvrdý       | Ajaka Maekawová            | Tomoko Dokeiová Ecuko Kitazakiová                | 6-1 6-3                |
| 9.  | 20. září 2008      | Kjóto, Japonsko           | koberec (h) | Ajumi Ókaová               | Maki Araiová Jurina Košinová                     | 5–7, 6–2, [10–2]       |
| 10. | 14. června 2009    | Bangkok, Thajsko          | tvrdý       | Sučanun Viratprasertová    | Tomoko Dokeiová Yoo Mi                           | 6-3 6-1                |
| 11. | 26. června 2009    | Bangkok, Thajsko          | tvrdý       | Sučanun Viratprasertová    | Tomoko Dokeiová Yoo Mi                           | W/O                    |
| 12. | 2. srpna 2009      | Jakarta, Indonésie        | tvrdý       | Nungnadda Wannasuková      | Beatrice Gumuljová Jessy Rompiesová              | 6–2, 6–7(5–7), [10–7]  |
| 13. | 28. září 2010      | Nonthaburi, Thajsko       | tvrdý       | Čchen I                    | Kim Kun-hee Yu Min-hwa                           | 6–2, 6–2               |
| 14. | 11. října 2010     | Pattaya, Thajsko          | tvrdý       | Čchen I                    | Juan Ting-fei Ču Lin                             | 7–5, 6–2               |
| 15. | 24. října 2010     | Khon Kaen, Thajsko        | tvrdý       | Luksika Kumkhumová         | Huỳnh Phương Đài Trang Maja Katová               | 6-4, 7-5               |
| 16. | 18. února 2011     | Aurangabád, Indie         | tvrdý       | Varunja Vongteančajová     | Nicole Clericová Maria Masiniová                 | 4–6, 6–2, [10–6]       |
| 17. | 28. května 2011    | Bangkok, Thajsko          | tvrdý       | Li Tching                  | Ayu-Fani Damajantiová Lavinia Tanantová          | 6–1, 6–4               |
| 18. | 3. června 2011     | Bangkok, Thajsko          | tvrdý       | Li Tching                  | Ayu-Fani Damajantiová Lavinia Tanantová          | 5–7, 7–6(7–5), [10–5]  |
| 19. | 19. června 2011    | Balikpapan, Indonésie     | tvrdý       | Kanae Hisamiová            | Jurika Semaová Nacumi Hamamurová                 | 6–3, 6–2               |
| 20. | 11. září 2011      | Nató, Japonsko            | koberec     | Kanae Hisami               | Ajumi Ókaová Nacumi Hamamurová                   | 1–6, 7–6(7–4), [14–12] |
| 21. | 22. července 2012  | Astana, Kazachstán        | tvrdý       | Luksika Kumkhumová         | Veronika Kapšajová Jekatěrina Jašinová           | 6-2, 6-4               |
| 22. | 2. září 2012       | Cukuba, Japonsko          | tvrdý       | Luksika Kumkhumová         | Jurina Košinová Mari Tanaková                    | 6-2, 6-2               |
| 23. | 18. března 2013    | Ipswich, Austrálie        | tvrdý       | Noppawan Lertcheewakarnová | Viktorija Rajicicová Storm Sandersová            | 4-6 6-1 10-8           |
| 24. | 22. března 2013    | Wen-šan, ČLR              | tvrdý       | Miki Mijamurová            | Rika Fudžiwarová Džunri Namigatová               | 7–5, 6–3               |
| 25. | 10. února 2014     | Nonthaburi, Thajsko       | tvrdý       | Čang Ling                  | Tchien Žan Tchang Chao-čchen                     | 2-6 6-2 12-10          |
| 26. | 2. června 2014     | Tarakan, Indonésie        | tvrdý (h)   | Varunja Vongteančajová     | Beatrice Gumuljová Jessy Rompiesová              | 5–7, 6–4, [11–9]       |
| 27. | 7. července 2014   | Bangkok, Thailand         | tvrdý       | Varunja Vongteančajová     | Luksika Kumkhumová Tamarine Tanasugarnová        | 6–3, 4–6, [10–8]       |
| 28. | 13. října 2014     | Bangkok, Thajsko          | tvrdý       | Varunja Vongteančajová     | Martina Borecká Lesley Kerkhoveová               | 6–2, 5–7, [10–7]       |
| 29. | 1. listopadu 2014  | Margaret River, Austrálie | tvrdý       | Mijabi Inoueová            | Carolin Danielsová Laura Schäderová              | 4-6 6-4 [10-3]         |
| 30. | 27. února 2015     | Aurangabád, Indie         | antuka      | Lee Ya-hsuan               | Hsu Ching-wen Lee Pei-chi                        | 6–1, 7–6(7–4)          |
| 31. | 24. dubna 2016     | Nan-ning, ČLR             | tvrdý       | Liou Čchang                | Xenija Lykinová Emily Webleyová-Smithová         | 6–1, 6–4               |